# 小林大作
小林 大作（こばやし だいさく、1952年〈昭和27年〉2月14日 - ）は、タレント・ラジオパーソナリティ・ナレーター。大阪芸術大学教授。

## 来歴・人物
兵庫県神戸市垂水区出身。子供の頃から人前に出るのが好きな性格で、高校生時代からアマチュア漫才師として視聴者参加番組に出演して活躍するなどしていた。
桃山学院高等学校、大阪芸術大学卒業後に、ラジオDJとしてデビュー。1975年にラジオ関西の「神戸発日曜午後一時」のDJに抜擢され、以後8年間に渡りDJを務める。
1979年に「ズームイン!!朝!」（日本テレビ系）の関西担当キャスターとなり、独特の話術で全国の顔となる。1992年に脳卒中で倒れて降板した安達治彦に代わって「メモリーズ・オブ・ユー」（ABCラジオ）のDJに抜擢される。ハイテンションからシリアスな語りまでこなせるナレーターでもある。また、近鉄バファローズの熱狂的なファンとして有名であり、藤井寺球場での公式戦で始球式を務めたこともある。
現在は母校の大阪芸術大学放送学科の教授も務めており後進の指導も行っているが、「ズームイン!!朝!」降板後は特番等滅多な事がない限り全国ネットの番組の仕事はしていない。

## 現在の出演番組
- 小林大作のメモリーズ・オブ・ユー（ABCラジオ）

## 過去の出演番組
- テレビ
  - ビバ・レディー(水曜日司会)（朝日放送テレビ）
  - お笑いエース登場（読売テレビ）進行役
  - 週刊ひょうご夢情報（サンテレビ）
  - 神戸まつり中継（サンテレビ、2008年は総合司会）
  - 情報サラダあいらぶ土曜日（岡山放送）
  - ズームイン!!朝!（日本テレビ系）初代関西担当キャスター
  - ウルトラクイズ 史上最大の敗者復活戦（日本テレビ系）関西地区予選司会
- ラジオ
  - 神戸発日曜午後一時（ラジオ関西）
  - 近鉄バファローズアワー（ABCラジオ）司会
  - 小林大作のおはようパートナー（ABCラジオ）
  - 大丸サタデースペシャル（ABCラジオ）
  - おいしい金曜日（KBS京都）
  - おはようジャーナル（ラジオ大阪）
  - 浪速、友あり、ほな（ラジオ大阪）
  - ジャズクラブ（ラジオ大阪）
  - FMグリーンベルト（fm osaka）[1]
  - 新層開店 Nuts Melon Show!（e-radio）-水・木担当
  - ミスターPO・TE・TO（FM大阪）

## CMナレーター
- 菊正宗
- 尼崎競艇
- イトメン（顔出し出演）
- フルタ製菓（顔出し出演）他

## その他
- 大阪市営地下鉄御堂筋線梅田駅・中津駅・西中島南方駅千里中央方面行列車接近放送（1980年頃～1986年）